# Fylkesråd
Fylkesråd, også omtalt som fylkesregering, er i norsk politik det politisk udøvende organ i fylkeskommuner som styres efter princippet om parlamentarisme. Fylkesrådet svarer til regeringen i national politik og byrådet i norske kommuner med byparlamentarisme.
Fylkeskommunal parlamentarisme med fylkesråd er hjemlet i den norske kommunelovs kapitel tre. Fylkesrådet vælges af fylkestinget og er ansvarligt overfor dette (lovens paragraf 19). Det ledes af en fylkesrådsleder. Ved en lovændring i 2012 blev det også åbnet for at fylkestinget kunne bruge den såkaldte udpegingsmetode. Ved denne udpeger fylkesordføreren en kandidat til hvervet som fylkesrådsleder, og denne står frit til at vælge sit fylkesråd. Det forudsætter at kandidaten som udpeges, er den som kan samle størst støtte i fylkestinget (lovens paragraf 19a). Fylkesrådet har det øverste ansvar for fylkeskommunens virksomhed og administration. 
Muligheden for at indføre parlamentarisme i fylkeskommunerne blev indført i 1993. Parlamentarisme og fylkesråd blev indført i Nordland i 1999 og i Hedmark, Nord-Trøndelag og Troms i 2003. Viken fik også fylkesråd da fylket blev oprettet i 2020. Oslo byråd er formelt både et kommuneråd og et fylkesråd da Oslo er både kommune og fylke.
Betegnelsen fylkesråd benyttes også om de enkelte medlemmer af et fylkesråd. Organet betegnes på norsk med grammatisk intetkøn som et fylkesråd, mens en person som er medlem af fylkesrådet betegnes med grammatisk fælleskøn som en fylkesråd (tilsvarende brugen af ordene statsråd og byråd på norsk).